# Hylaeus seabrai
Hylaeus seabrai is een vliesvleugelig insect uit de familie Colletidae. De wetenschappelijke naam van de soort is voor het eerst geldig gepubliceerd in 2002 door Urban & Moure.